# 80 Sappho
Sappho /ˈsæfoʊ/ (định danh hành tinh vi hình: 80 Sappho) là một tiểu hành tinh hoàn toàn lớn, kiểu quang phổ S, ở vành đai chính với chu kỳ quỹ đạo là 3,48 năm. Nó được nhà thiên văn học người Anh Norman Pogson phát hiện ngày 2 tháng 5 năm 1864 và được đặt theo tên Sappho, một nhà thơ Hy Lạp cổ đại.